# Poa secunda
Poa secunda är en gräsart som beskrevs av Jan Svatopluk Presl. Poa secunda ingår i släktet gröen, och familjen gräs. Inga underarter finns listade i Catalogue of Life.

## Bildgalleri

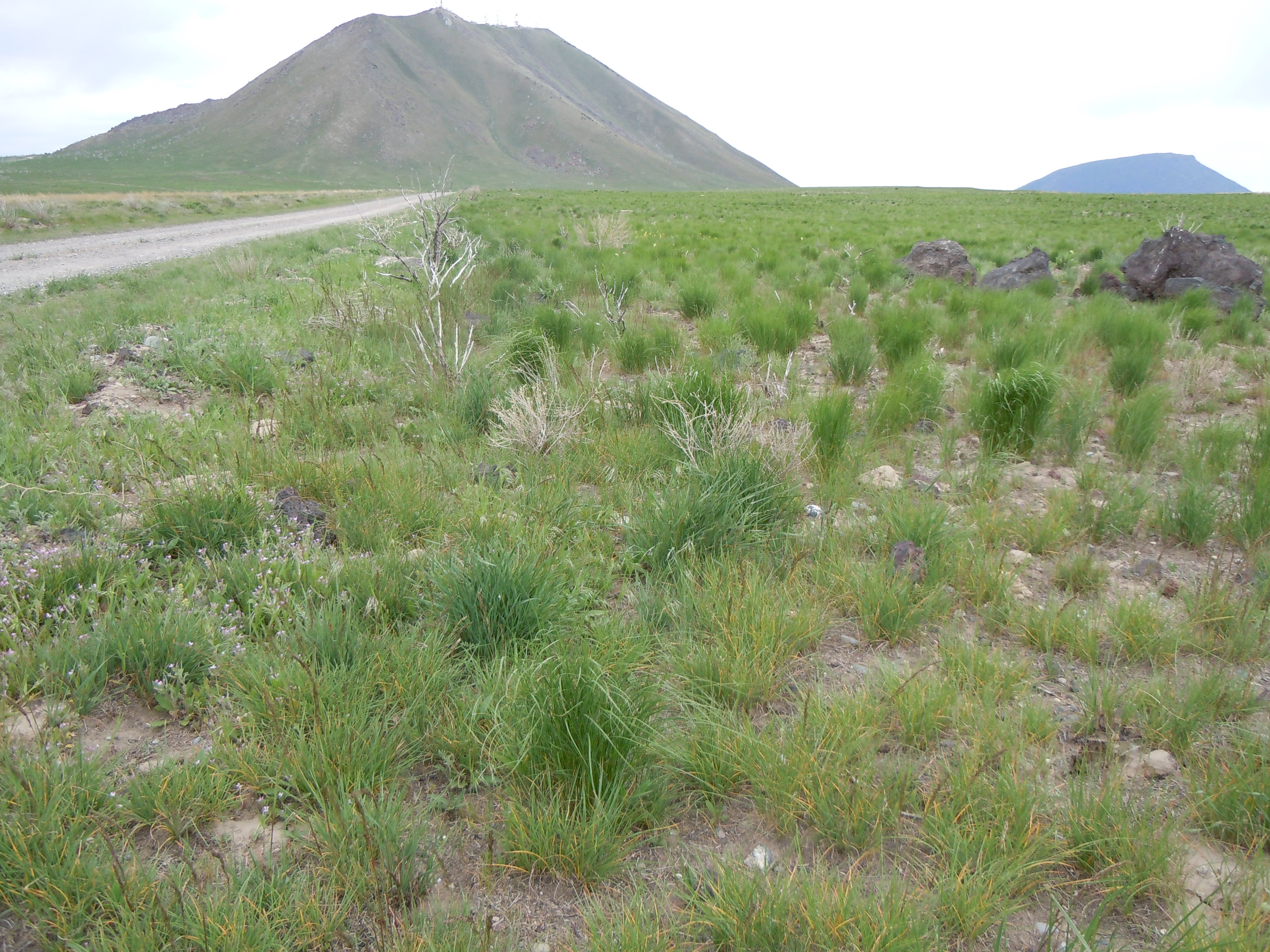
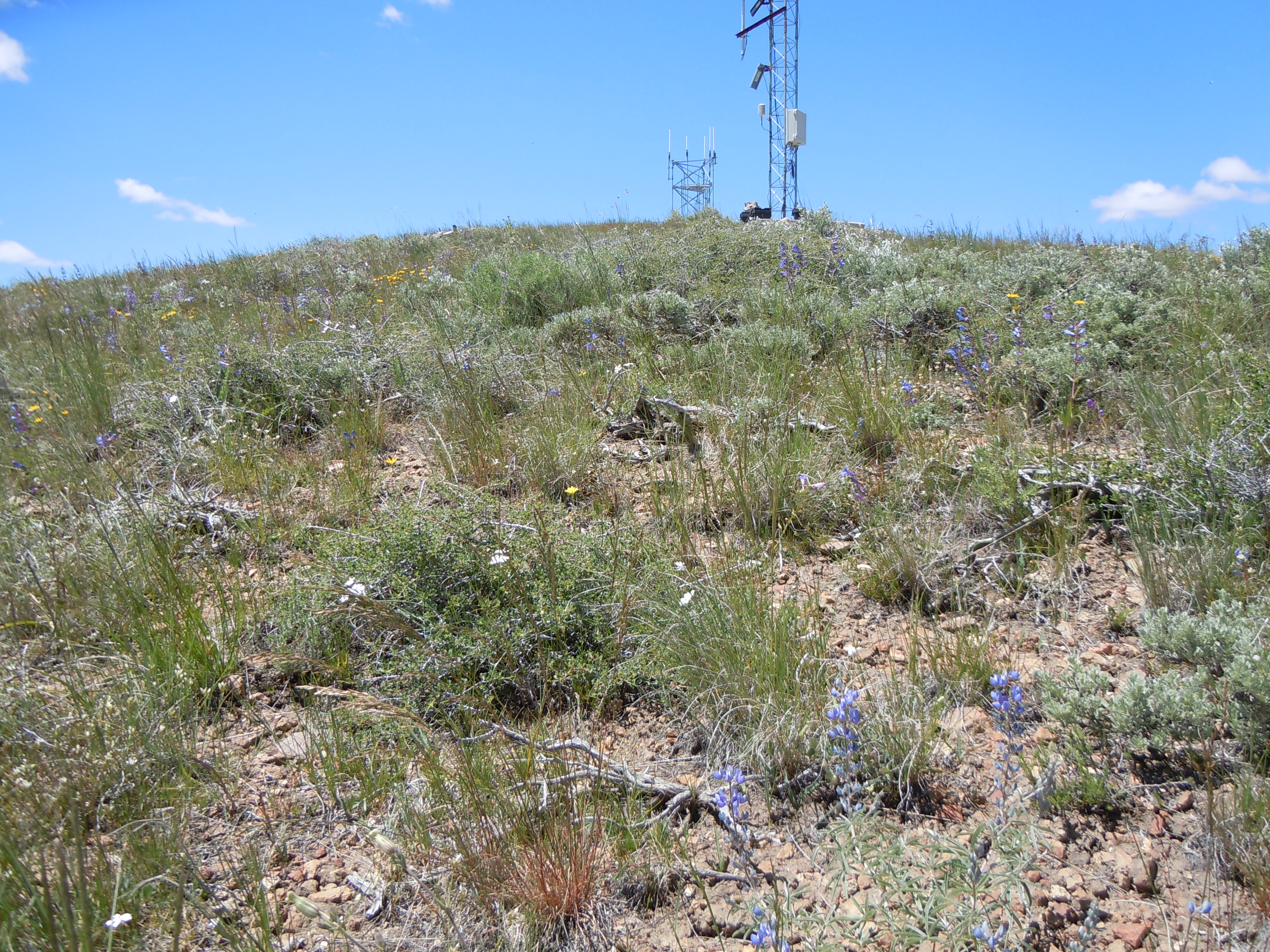
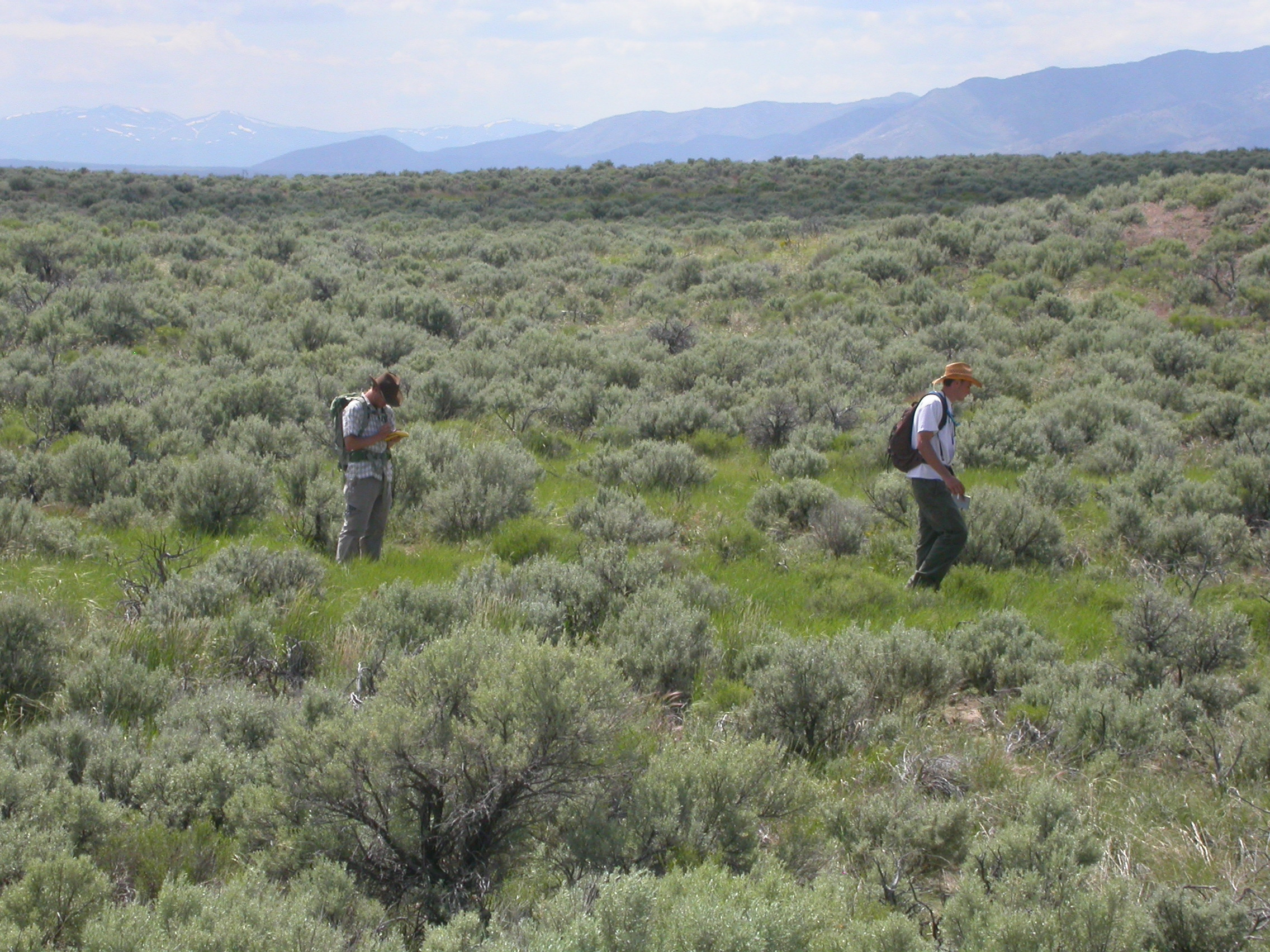
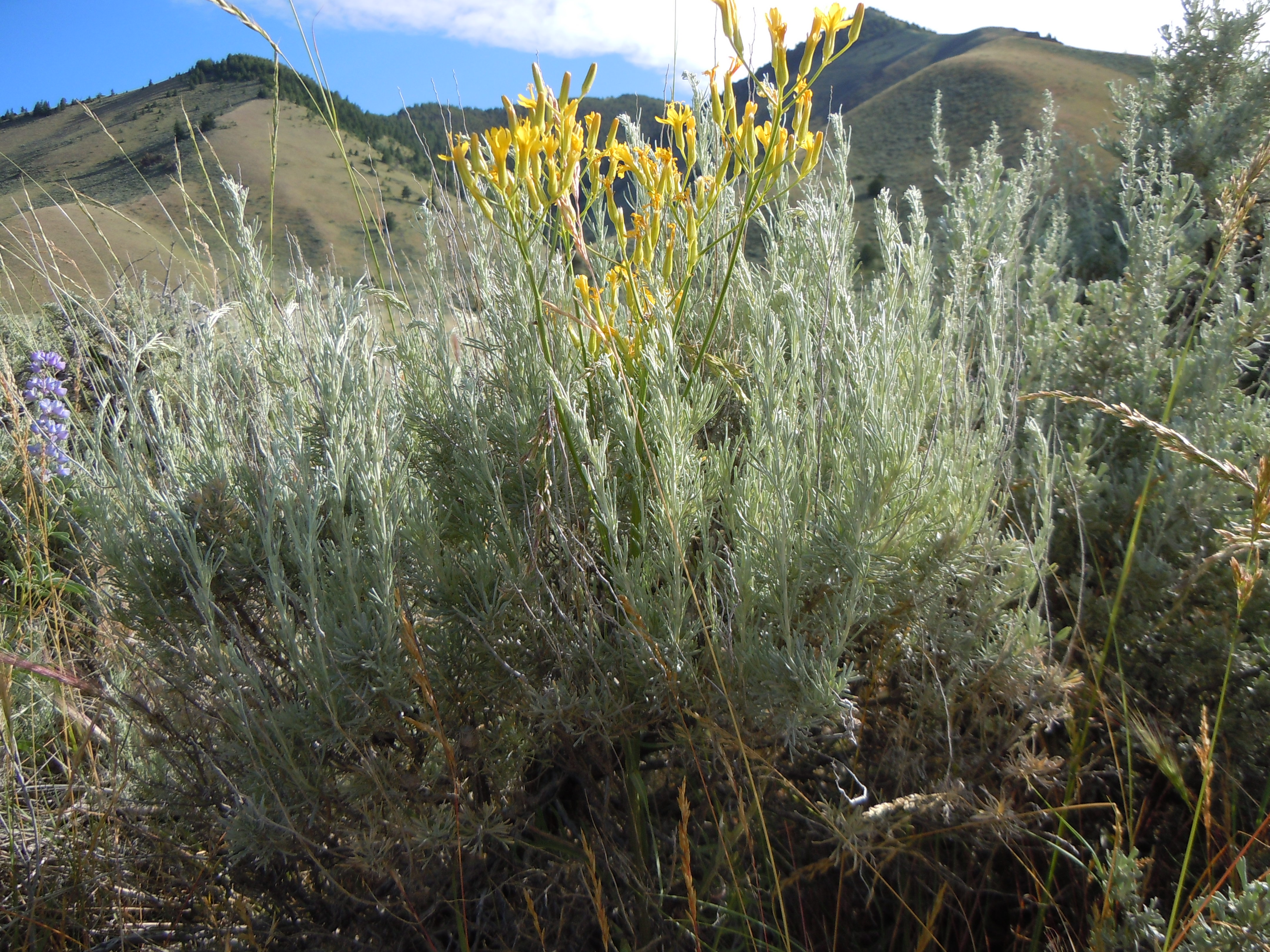